# 肉体と幻想
『肉体と幻想』（にくたいとげんそう、Flesh and Fantasy）は、1943年のアメリカ合衆国のアンソロジー映画。監督はジュリアン・デュヴィヴィエ。出演はエドワード・G・ロビンソン、シャルル・ボワイエ、ロバート・カミングス、バーバラ・スタンウィックなど。デュヴィヴィエ監督の前作『運命の饗宴』（1942年）のヒットを受けて作られた。2人のクラブ会員が超自然現象を扱った3つの物語を読み聞かせる形式。原作はそれぞれエリス・セント・ジョセフ、オスカー・ワイルド、ラスロ・ヴァドナイ。
タイトルを『肉體と幻想』と表記しているチラシもある。

## ストーリー

### 第1話
原作はエリス・セント・ジョセフ。舞台はルイジアナ州ニューオーリンズ。ヘンリエッタは法学部生のマイケルが好きだが、自分の容姿が醜いと思い告白できずにいる。マルディグラの夜、謎の紳士が美女の仮面を貸してくれる。マイケルは仮面をつけた彼女をヘンリエッタと知らずに恋をする。仮面の下の顔を見たいと懇願されるが、ヘンリエッタは拒否。真夜中になり仮面を返しにゆくが、謎の紳士はどこにもいない。マイケルに迫られヘンリエッタはついに仮面を脱ぐ。マイケルの想像通りヘンリエッタは美しかった。これまで醜かったのは、醜いと思いこむヘンリエッタの心のせいだった。

### 第2話
原作はオスカー・ワイルド「アーサー卿の犯罪」。舞台はロンドン。結婚間近の弁護士マーシャル・タイラーはあるパーティでことごとく未来を言い当てる手相見のポジャースを知る。自分も占ってもらうが教えられないという。それでも無理に訊き出すと、タイラーがまもなく殺人を犯すと告げられる。タイラーは不安に取り憑かれる。もうひとりのタイラーが悩むよりいっそ誰かを殺せばいいとけしかける。タイラーは余命いくばくもない老婦人に毒入りチョコレートを贈る。その老婦人が急死し、ほっとしたタイラーだが夫人の死は病死だった。混乱したタイラーは霧のロンドンをさまよう。そこにポジャースが通りかかる。タイラーはポジャースの首を締めて殺すが逮捕される。

### 第3話
原作はラスロ・ヴァドナイ。第2話のラストでタイラー逮捕の瞬間を見ていた綱渡りのポール・ギャスパーは最近悪夢に悩まされている。綱渡りの最中、客席に奇妙な耳飾りをした女を見て落下する夢だ。それが気になって綱渡りもできなくなる。ニューヨーク巡業のため大西洋航路に乗船すると、夢に出てきた女そっくりのジョーン・スタンリーと出会う。不思議な縁に導かれて、二人は愛し合う。しかし、ポールは別の悪夢を見る。ジョーンが警察に逮捕される夢だ。
ニューヨークでの公演。ジョーンが見守る中、心配していた綱渡りも成功する。悪夢を克服できたのだ。しかし、ジョーンの逮捕は正夢となる。ジョーンを愛するポールは、ジョーンが刑期を終えるまで待つと約束する。

## キャスト
枠物語
- ドークス：ロバート・ベンチリー

第1話
- ヘンリエッタ：ベティ・フィールド
- マイケル：ロバート・カミングス
- 仮面屋店主：エドガー・バリア（英語版）

第2話
- マーシャル・タイラー：エドワード・G・ロビンソン
- セプティマス・ポジャース：トーマス・ミッチェル
- 首席司祭：C・オーブリー・スミス

第3話
- ポール・ギャスパー：シャルル・ボワイエ
- ジョーン・スタンリー：バーバラ・スタンウィック
- キング・ラマー：チャールズ・ウィニンガー（英語版）

## 制作
当初は4話構成の予定だった。もうひとつの話は、農夫（フランク・クレイヴン）と盲目の娘（グロリア・ジーン）の元に脱走した殺人鬼（アラン・カーティス）がやってくる話。ラストは嵐が吹き荒れ、殺人鬼から娘を救う。試写会では好評だったが、ユニバーサルはこのエピソードを削除。その穴をロバート・ベンチリーのユーモラスな枠物語で埋めた。しかし、ユニバーサルは削除したエピソードの映像を無駄にしたくなく、脚本ロイ・チャンスラー、監督レジナルド・ル・ボーグを起用し、長編映画『Destiny』（1944年）として完成、公開した。